# الحرية والوحدة

ختم ولاية فيرمونت (بالأبيض والأسود)

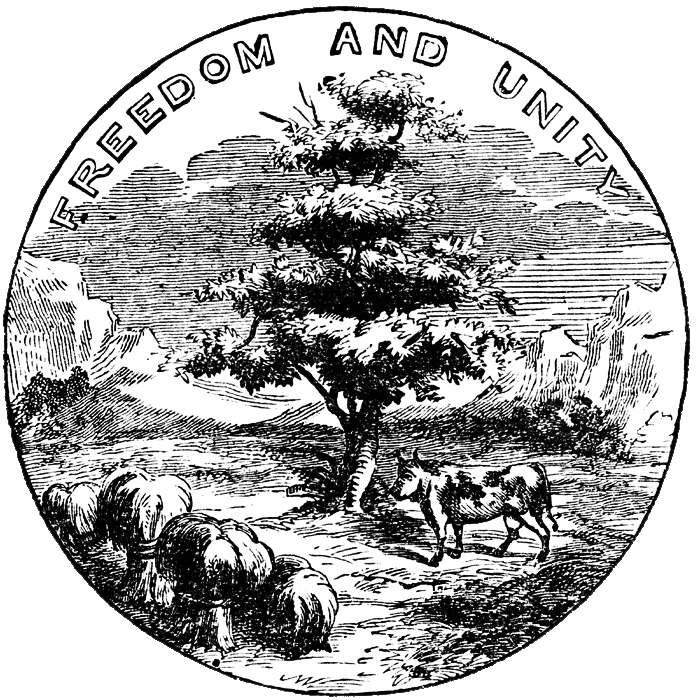
نسخة قديمة من ختم الولاية

الحرية والوحدة (بالإنجليزية: Freedom and Unity)‏ هو الشعار الرسمي لولاية فيرمونت، وتم اعتماد الشعار لأول مرة في سنة 1788، للأستخدام الرسمي على الخِتم العظيم لولاية فيرمونت. قام آيرا ألين بتصميم ختم الولاية. وقام بتأليف كتاب The Natural and Political History of the State of Vermont الذي يرجع إليه الفضل في الإستشهاد بالعديد من المساهمات في تأسيس فيرمونت. وبعد انضمام فيرمنت إلى الاتحاد الفيدرالي في سنة 1791، وافق المجلس التشريعي علي استخدام الشعار كخِتم جديد للولاية. ثم قام توماس تشيتيندين أول حاكم لولاية فيرمونت بالإستشهاد بشعار الولاية في نقش على ضريحه كُتب عليه "Out of storm and manifold perils rose an enduring state, the home of freedom and unity." وتعني «الخروج من العاصفة والمخاطر المتعددة ارتفعت ولاية دائمة، موطن الحرية والوحدة».

## الإستخدامات
يُستخدم الشعار على ختم الولاية العظيم وشعار النبالة وعلم الولاية. كما يُمكن إيجاد الشعار علي البوابة الرئيسية للمحكمة العليا لولاية فيرمونت.

## تنزانيا
وهو الشعار الرسمي لتنزانيا بالسواحلية اوهورو غ تعبيري وتعني الحرية والوحدة.